# Klaviertrio WoO 38 (Beethoven)
Das Klaviertrio WoO 38 in Es-Dur ist eine frühe Klaviertrio-Komposition von Ludwig van Beethoven.
Laut Anton Schindler, Beethovens Sekretär und späterem Biograf, soll Beethoven dieses Trio im Alter von 15 Jahren, also etwa 1786, geschrieben haben. Stilistische Gründe sprechen jedoch für eine Entstehungszeit in den Jahren 1790/1791.
Die Satzbezeichnungen der drei Sätze lauten:
1. Allegro moderato
2. Scherzo: Allegro ma non troppo
3. Rondo: Allegretto

Alle drei Sätze stehen in der Grundtonart Es-Dur.
Beethoven sah davon ab, dieses Klaviertrio zu veröffentlichen und mit einer Opus-Nummer zu versehen. Er sah erst seine drei Trios op. 1 für gut genug für eine Veröffentlichung mit Opus-Nummer an. Das Klaviertrio WoO38 wurde erst nach Beethovens Tod veröffentlicht.